# 센바야시오미야역
센바야시오미야역(일본어: 千林大宮駅, せんばやしおおみやえき)은 일본 오사카부 오사카시 아사히구에 있는 오사카 시영 지하철의 철도역이다.

## 개요 및 역 구조
섬식 1면 2선의 승강장이 있는 지하역이다. 개찰구는 한 군데에만 있다.

### 승강장
| 1 | ■ 다니마치 선 | 히가시우메다 · 덴노지 · 야오미나미 방면 |
| 2 | ■ 다니마치 선 | 다이니치 방면                           |

## 역세권 정보
- 아사히구청
- 예술 창조관
- 아사히 보건 복지 센터
- 아사히 센바야시 우체국
- 아사히 시립 도서관
- 센바야시 역
- 센바야시 상점가·센바야시오미야 상점가
- 오사카 공업 대학
- 국도 제1호선
- 긴키오사카은행

게이한 전기 철도 센바야시 역

## 역사
- 1977년 4월 6일: 다니마치 선 영업 개시.

## 인접역
| ■ 오사카 메트로 다니마치선           | ■ 오사카 메트로 다니마치선  | ■ 오사카 메트로 다니마치선         |
| ------------------------------------ | --------------------------- | ---------------------------------- |
| T13 다이시바시이마이치 다이니치 방면 | ■ 오사카 지하철 다니마치 선 | T15 세키메타카도노 야오미나미 방면 |